# Ingvar Andersson (historiker)
Carl Ingvar Andersson, född 19 mars 1899 i Norra Sandby, Kristianstads län, död 14 oktober 1974 i Stockholm, var en svensk historiker och riksarkivarie (chef för Riksarkivet).

## Biografi
Andersson avlade filosofisk ämbetsexamen vid Lunds universitet 1920 och filosofie licentiatexamen 1925. Han promoverades till filosofie doktor där 1928 och var amanuens vid Landsarkivet i Lund 1921–1939.
Andersson var docent i Lund 1928–1938, föredragschef Radiotjänst 1942–1946 samt innehade tjänsten som riksarkivarie åren 1950–1965. Han har även varit redaktör för Nordisk tidskrift för vetenskap, konst och industri 1947–1957. Andersson var en av grundarna av Svenska nationalkommittén för genealogi och heraldik 1971.
Efter att ha debuterat 1928 som medeltidshistoriker och källkritiker med doktorsavhandlingen Källstudier till Sveriges historia 1230–1436, koncentrerade han sin forskning till 1500-talets historia. Bland hans skrifter på detta område märks särskilt monografin Erik XIV:s engelska underhandlingar (1935), ett flertal undersökningar och essäer, delvis sammanförda i Svenskt och europeiskt 1500-tal (1943), samt den biografiska skildringen Erik XIV (1935).
Andersson framträdde även som källutgivare med Gustaf Banérs generalguvernörsberättelse 1664–1668 och skrev en sammanfattande framställning av Sveriges historia (dansk originalupplaga med titeln Sveriges Historie gennem Tiderne, 1941).

## Hedersbetygelser
Andersson var ledamot av Svenska Akademien från 1950 (stol nr 2). Han invaldes som ledamot av Samfundet för utgivande av handskrifter rörande Skandinaviens historia 1937, av Humanistiska Vetenskapssamfundet i Lund samma år, av Vitterhetsakademien 1950,, av Fysiografiska Sällskapet i Lund samma år och av Vetenskapsakademien 1955 samt som ständig ledamot av Vetenskapssamhället i Uppsala 1957. Från 1958 var han ledamot av Gastronomiska akademien (tallrik 16).
Ingvar Andersson är gravsatt på Norra Sandby kyrkogård.

## Priser och utmärkelser
- 1946 – Övralidspriset
- 1947 – Svenska Akademiens kungliga pris
- 1954 –   – Kommendör av Nordstjärneorden[16]
- 1962 –   Kommendör av första klassen av Nordstjärneorden.[17]
- 1974 –   Kommendör med stora korset av Nordstjärneorden.[18]